# 賴芙麗

賴芙麗女爵士，DBE，FRSL（1933年3月17日—），英國著名作家，尤其是童書方面。

## 生平
賴芙麗出生於埃及，12歲到英國留學，大學畢業於牛津大學聖安妮學院。賴芙麗於1970年文壇出道，撰寫了一本淺度奇幻的童書，隨後她又出版了多本童書，1973年，憑《鬼湯姆》贏得卡內基文學獎，1976年她又獲得惠特貝瑞圖書獎的童書獎項，自此，她開始書寫成年人的故事，終於在1987年憑《月虎》奪得了布克獎。基於賴芙麗於在文學方面的重大貢獻。